# Distretto di Biskra
Il distretto di Biskra è un distretto della provincia di Biskra, in Algeria, con capoluogo Biskra.

## Comuni
Sono comuni del distretto:
- Biskra
- El Hadjeb